# 顧棠
顧棠（1468年—？），字良愛，直隸蘇州府吳縣人，民籍，明朝政治人物。

## 生平
應天府鄉試第九十名舉人。弘治十八年（1505年）中式乙丑科會試第一百三十八名，三甲第九十六名進士。授山东聊城县知县，正德七年（1512年）任浙江乌程县知县，升刑部主事。

## 家族
曾祖顧文昌；祖父顧瓊，遇例冠帶；父顧顥，遇例冠帶。母朱氏。慈侍下。兄顾梁。弟顾棨、顾柔、顾栗。